# Tamberu Barat
Tamberu Barat is een bestuurslaag in het regentschap Sampang van de provincie Oost-Java, Indonesië. Tamberu Barat telt 3674 inwoners (volkstelling 2010).